# Campoplex melanostoma
Campoplex melanostoma là một loài tò vò trong họ Ichneumonidae.